# دریاچه زریوار
دریاچه زریوار به کردی ( زریڤـار ) یا زریبار (در گویش سورانی) در شهرستان مریوان، از جمله نقاط گردشگری استان کردستان است. شهرستان مریوان در فاصله ۱۲۵ کیلومتری شمال غربی سنندج واقع شده‌است. دریاچه زریوار، پرندگان مهاجر و بومی و محیط زیست باتلاقی منحصر به فرد آن و همچنین جنگل‌های اطراف، این منطقه را به یکی از نقاط محبوب و پربازدید برای گردشگران تبدیل کرده‌است.
دریاچه زریبار بزرگ‌ترین دریاچه آب شیرین ایران است و از معروف‌ترین و زیباترین جاذبه‌های طبیعی غرب کشور محسوب می‌شود. دور تا دور دریاچه با کوه‌هایی زیبا از درختان و مراتع احاطه شده‌است که جلوه ای منحصر به فرد به این دریاچه می‌دهند. بخش اصلی و کاسه تالاب به شکل کشیده با طول متوسط حدود ۵٫۴ کیلومتر و عرض متوسط نزدیک به ۲ کیلومتر است. عمق آن به‌طور متوسط در حدود ۳ متر (بین ۲ تا ۵٫۵ متر) است؛ به این ترتیب مساحت کاسه تالاب حدود ۳٫۸ است که با حواشی نیزار جمعاً حدود ۲۰ کیلومتر مربع وسعت دارد. این موضوع باعث شده تا بتوان به راحتی بر روی آن قایقرانی کرد.
آب دریاچه زریوار از چشمه‌های جوشانی که در کف آن قرار دارد و از آب باران و برف تأمین می‌شود. به دلیل کاهش ارتفاع آب این دریاچه در سال‌های اخیر، سالانه در حدود ۳٫۶ میلیون متر مکعب آب از دریاچه سد گاران بر روی رود سیروان توسط یک خط لوله به این دریاچه منتقل می‌شود.کە این موضوع نگرانیهایی را  به دلیل عدم مطالعه کارشناسی به وجود اورده است.  این تالاب به دلیل شرایط مناسبی که دارد پذیرای گیاهان و جانوران گوناگون است و فعالیت‌های پرنده‌نگری و ماهیگیری در آن رونق دارد. این دریاچه ۱۰۲اُمین اثر طبیعی است که توسط سازمان میراث فرهنگی در ۲۰ بهمن ۱۳۸۹ در فهرست میراث طبیعی ایران به ثبت رسید. همچنین این تالاب از سال ۱۳۸۸ به عنوان پناهگاه حیات وحش تحت نظر سازمان محیط زیست قرار دارد.
دریاچه زریوار یکی از محل‌های بسیار مناسب زیست پرندگان در غرب ایران است. در این دریاچه پرندگان مختلفی از جمله اردک سرحنایی و سرسبز، بوتیمار بزرگ و کوچک، انواع چنگر، پرستوهای دریایی، کاکایی‌ها، حواصیل خاکستری، خوتکا، لک‌لک‌های مهاجر و پرندگان شکاری همچون سنقر تالابی و دلیجه است.

## نامگذاری
در خصوص نامگذاری این دریاچه، وجه‌تسمیه‌های مختلفی وجود دارد:
- واژه زریبار یا زریوار متشکل از دو واژه زری یا زریا به معنی دریا در گویشهای سورانی اربیلی و هورامی و پسوند بار یا وار است که ترکیبش معنی دریاچه است. در فارسی میانه از پسوند (وار)war و در پهلوی اشکانی از پسوندβar(ڤـار) استفاده می‌شد.

تلفظ آن به صورت سایشی دولبی واکدار ڤ  (IPA: /β/) بوده است که به مرور به (ب) در زبانهای فارسی نو و گویش سورانی تبدیل شده این همخوان همان واج لبی-دندانیِ واکدار است که در عربی وجود ندارد
گویش سورانی که تحت تاثیر شدید زبان عربی بوده است صورت باستانی خود را از دست داده و (ڤ) به (ب) تحول یافته است اما در کرمانجی فای عجمی به همان صورت باستانی خود تلفظ می شود و از ڤ که در واقع فای عجمی استفاده می شود
- معنی دریا در پارتی اشکانی zreh،(زراه)، در گویش سورانی منطقه اربیل و مکریان به صورت (زره)، در زبان اوستا به صورت zrayah و در پارسی باستان به صورت drayah که در گویش اردلانی دریا darya و در گویش کرمانجی derya می‌باشد. در واقع پسوند (وار war) در واژه زریوار احتمالاً به ریشه واژه var در زبان پهلوی به معنی دریاچه است بر می‌گردد که معادل کرمانجی واژه var به معنی دریاچه در گویش کرمانجی گول gole خوانده می‌شود که دگرگون شده واژهٔ var می‌باشد با توجه به مطالب فوق و ریشه تاریخی و تلفظ واژه به نظر می‌رسد واژه زریوار درست باشد و معنای زریوار به معنی دریاچه نزدیکتر است.[۴]

## اکوسیستم تالاب
تالاب زریبار به عنوان یک واحد اکولوژیکی و یک اکوسیستم آبی در کردستان پدیده‌ای بسیار زیبا و نادر می‌باشد. زریبار با قرار گرفتن در یک دره طولی نسبتاً وسیعی از دو طرف غرب و شرق با کوه‌های پوشیده از جنگل احاطه شده‌است. پوشش غالب اراضی در این منطقه را جنگل و بیشه زارهای نیمه انبوه تشکیل می‌دهند که گونه غالب جنگلی آن بلوط ایرانی بوده و در حالیکه سایر گونه‌های جنگلی دیگر مانند گلابی وحشی، زالزالک، بادام ، درخت ون ، در شیب‌ها و نقاط مختلف آن خودنمایی می‌کند.

### پوشش گیاهی
از پوشش‌های گیاهی دریاچه می‌توان به گیاهان شناور چون سراتوفیلیوم، سریوفیلیوم و گونه‌هایی از گیاهان خاردار و از گیاهان حاشیه‌ای می‌توان به گونه‌های نی، هزارنی، بارهنگ آبی، نیلوفر آبی، علف هفت‌بند، پیچک‌ها، لویی و بزواش، جگن و نعناع اشاره کرد.

### آبزیان
گونه‌های بومی: سیاه ماهی خالدار، سیاه ماهی معمولی، عروس ماهی، ماهی گامبوزیا (در حال حاضر این‌گونه‌ها در دریاچه یافت نمی‌شوند)
گونه‌های غیربومی: ماهی آمور سفید، کپور آیینه‌ای، کپور معمولی، کپور سرگنده و فیتوفاک اشاره کرد.
ضمناً یک گونه مارماهی، ۵ گونه فیتوپلانکتون و ۱۷ گونه زئوپلانکتون شناسایی شده‌است.
در خصوص گونه‌های وارداتی اخیر توسط سازمان شیلات و آبزیان می‌توان به گونه ماهی Gambosia siaaffinhs از خانواده poecilidae و یک گونه میگوی غول پیکر آب شیرین اشاره کرد.

### پرندگان
در حال حاضر بیش از ۳۱ گونه پرنده بومی و مهاجر زندگی می‌کنند که از این تعداد تقریباً ۱۴ گونه بومی و مابقی انواع پرندگان مهاجرند.
اردک سرحنایی و سرسبز (Anos platyrhynchos)، اگرتها، بوتیمار بزرگ و کوچک، انواع چنگر، پرستوهای دریایی، کشیم بزرگ (Podiceps cristafus) و کشیم کوچک (Tachybaptus ruficolis)، کاکائیها، حواصیل خاکستری، خوتکا، گیلار، و پرندگان شکاری همچون سنقر تالابی و دلیچه از گونه‌های با اهمیت و ارزشمند این تالاب به‌شمار می‌آیند.

### پستانداران
روباه قرمز، خرگوش، گرگ،گراز و گربه وحشی.
لازم است ذکر شود که گونه‌های یاد شده به ویژه پرندگان، همهٔ پرندگان تالاب را شامل نشده بلکه شامل پرندگانی است که به صورت اکثریت بوده و برای افراد قابل مشاهده و تشخیص‌اند که این خانواده‌ها در طبقه‌بندی تالاب‌ها حائز اهمیت می‌باشد.
معرفی (وارد نمودن) گونه‌های غیر بومی برای تولید آبزیان، در کوتاه‌مدت سود اقتصادی دارد اما در بسیاری موارد در درازمدت به نابودی گونه‌های بومی و از بین رفتن محیط طبیعی و کاهش ارزش‌های تالابی منجر می‌شود.

## امکانات و تسهیلات برای گردشگران
- رستوران و کباب ماهیهای اطراف دریاچه
- نمایشگاه‌های صنایع دستی
- پارکینگ کنار دریاچه
- هتل سه ستاره زریوار در کنار دریاچه
- هتل سه ستاره نوروز در مریوان
- ستادهای اسکان مهمانان در تعطیلات عید و تابستان

## خطر خشک‌شدن تنها دریاچهٔ آب شیرین ایران
نمایندهٔ مردم مریوان و سروآباد در مجلس شورای اسلامی در نطق خود خواستار رسیدگی به وضعیت دریاچهٔ زریبار شد. وی خطاب به ابتکار گفت: قبل از خشک‌شدن دریاچهٔ زیبای زریبار که تنها دریاچهٔ آب شیرین ایران است، سری به این دریاچه زده و همان‌طور که با دوربین شخصی خود عکس یادگاری در کنار دریاچهٔ ارومیه گرفته‌اید در کنار این دریاچه نیز عکس یادگاری بگیرید و در فیس‌بوک‌تان بگذارید شاید که فرجی باشد.

## نگارخانه

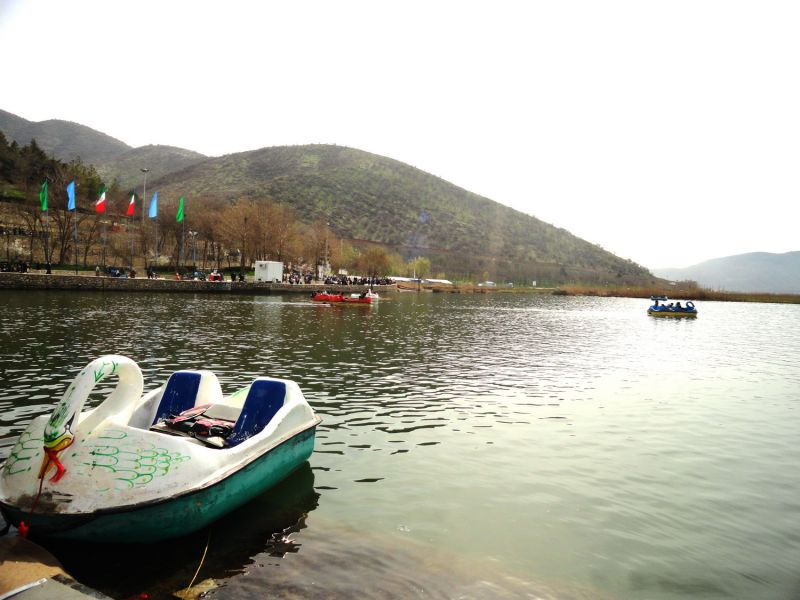
نمایی از دریاچه زریبار
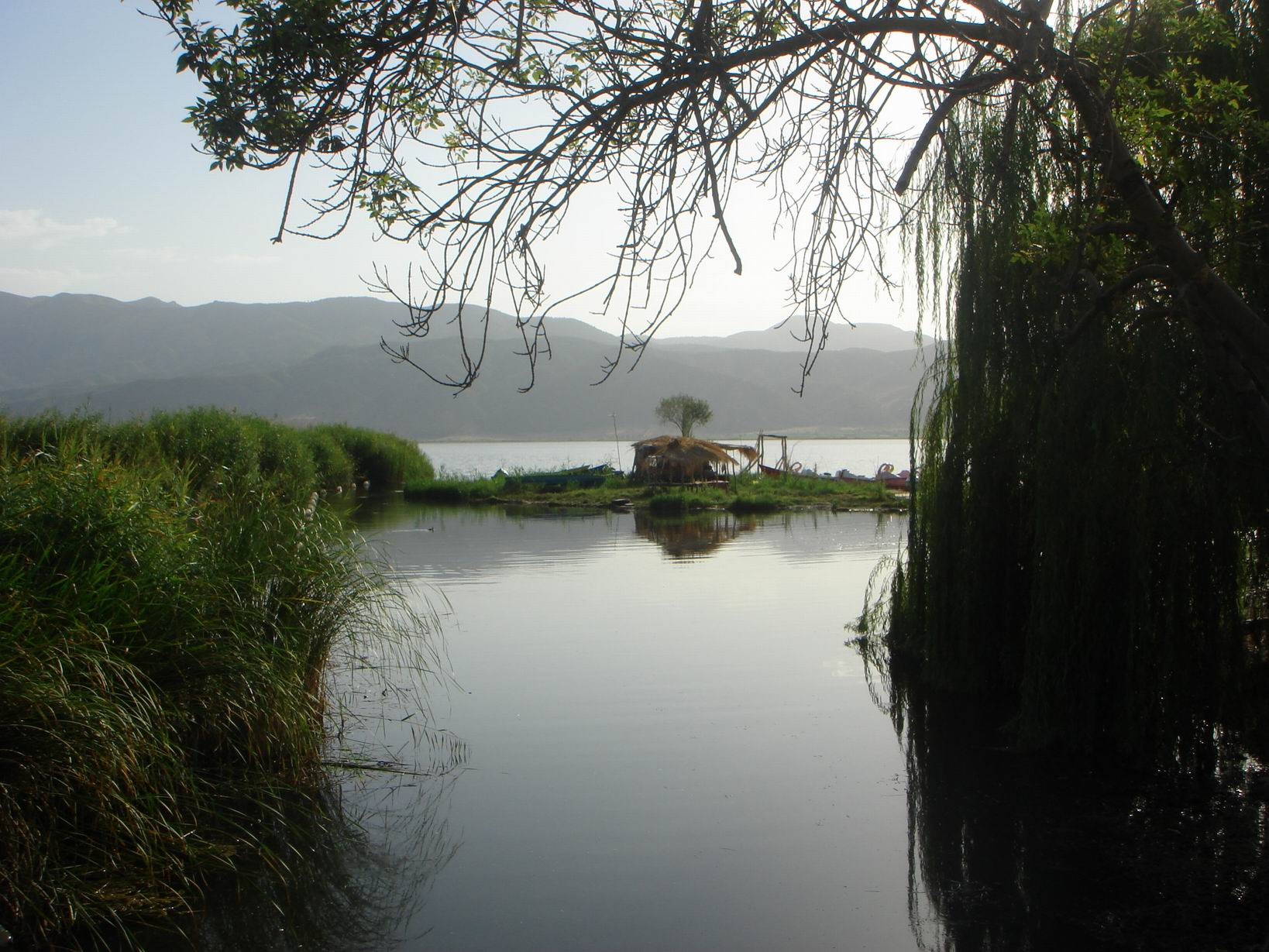
دریاچه زریبار
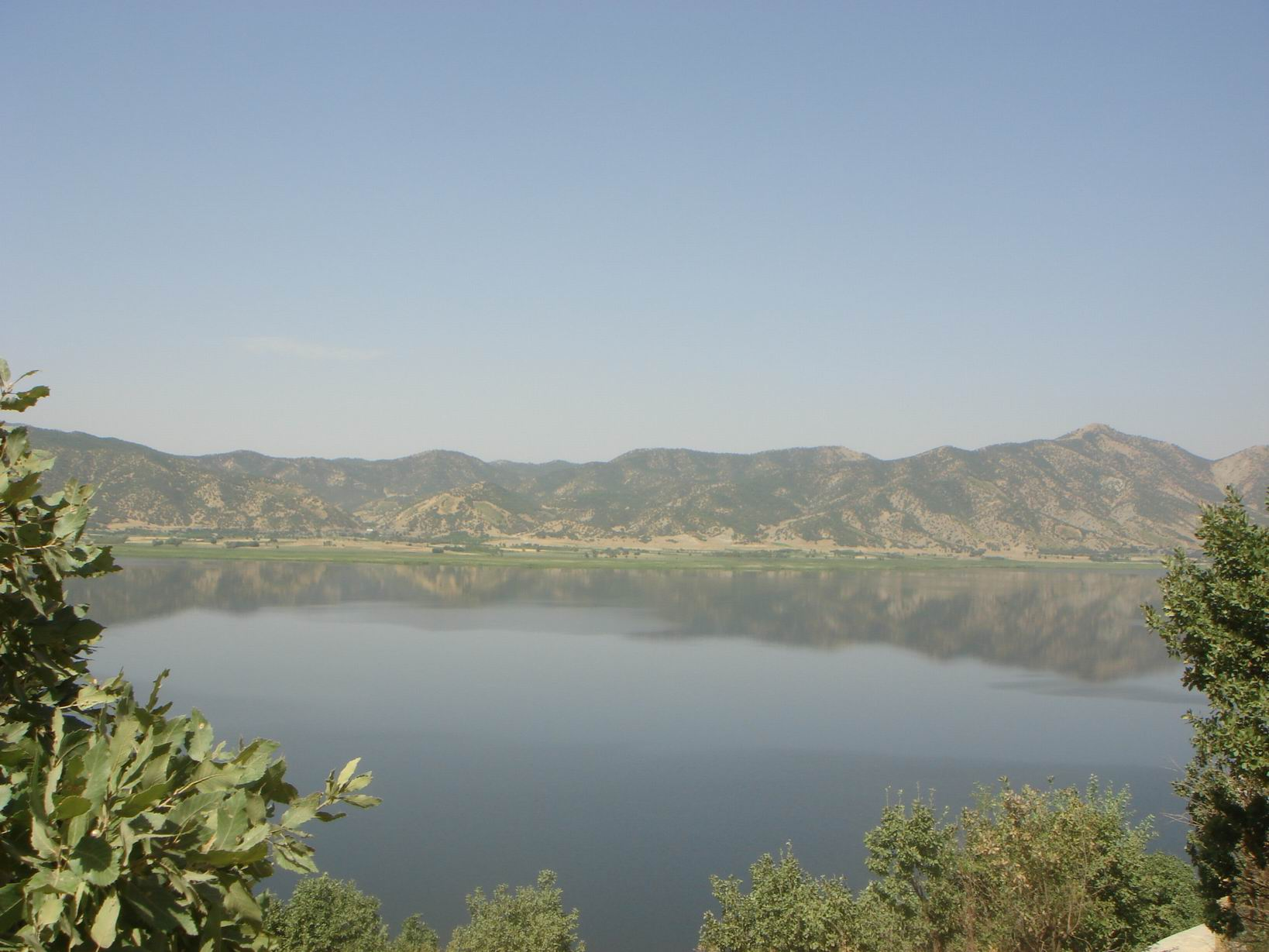
دریاچه زریبار
دریاچه زریبار

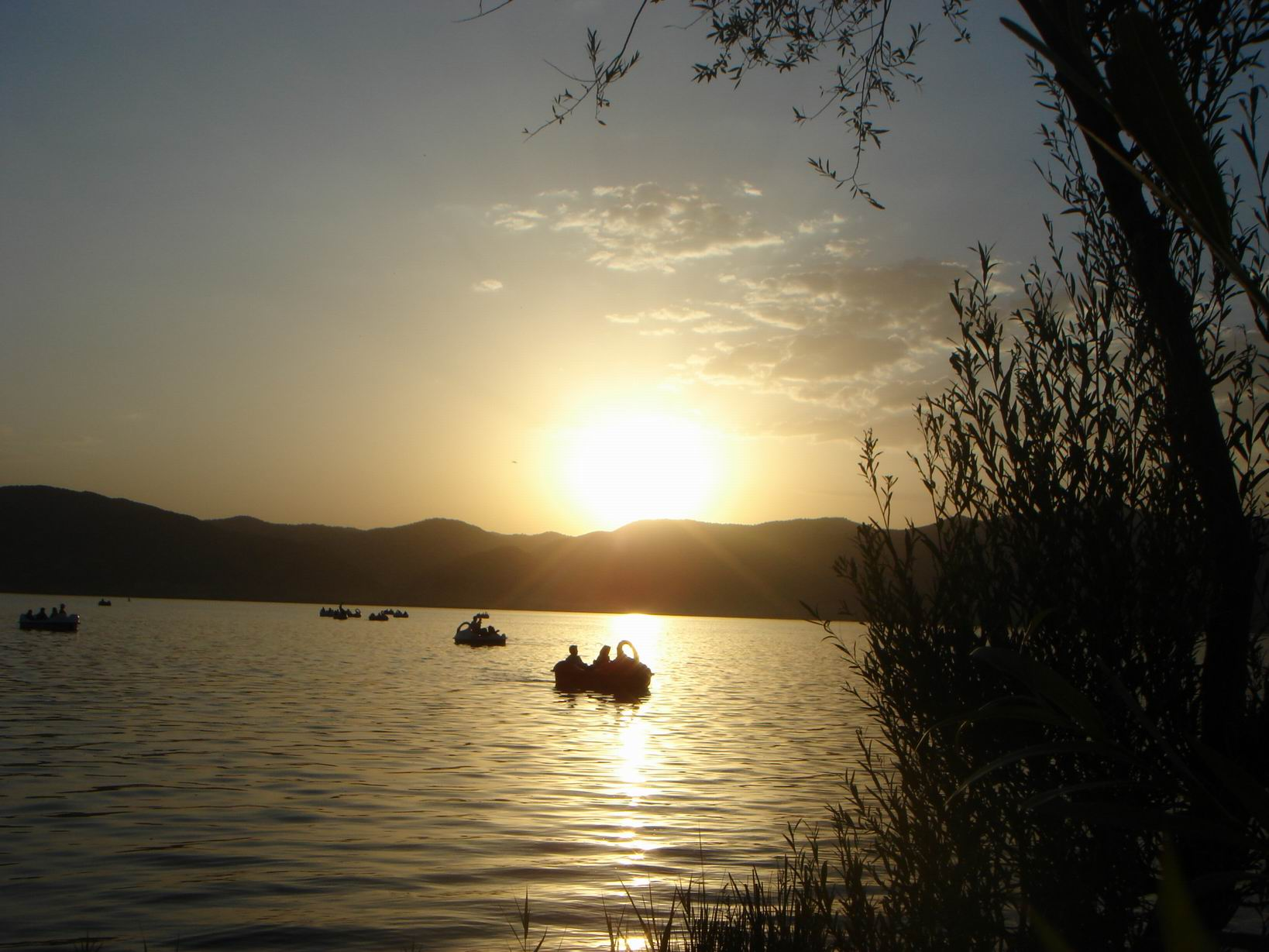
غروب دریاچه زریبار
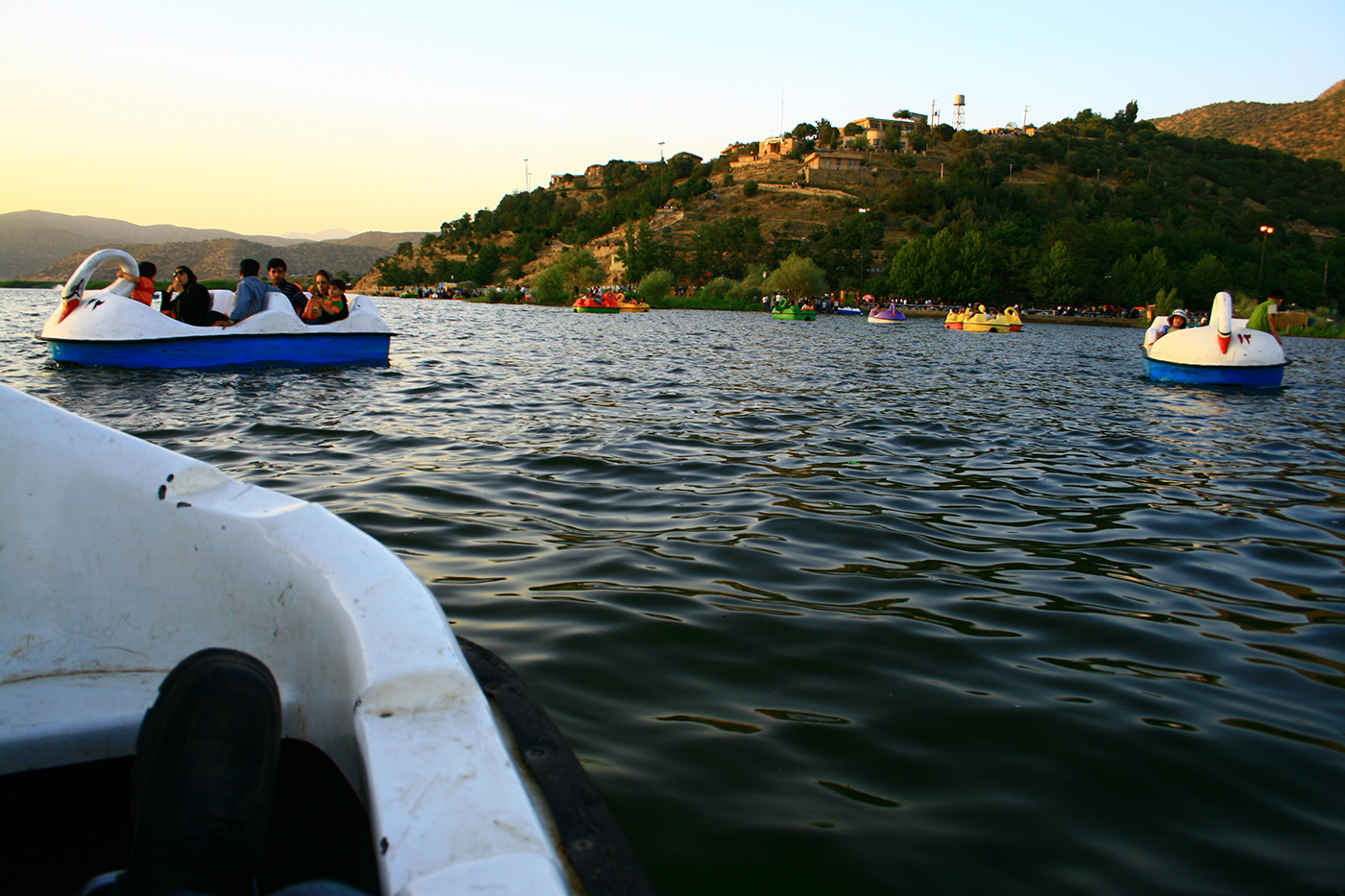
قایق سواری روی دریاچه زریبار
قایقهای پدالی تفریحی در دریاچه زریبار